# Moenkhausia inrai
Moenkhausia inrai es una especie de peces de la familia Characidae en el orden de los Characiformes.

## Morfología
Los machos pueden llegar alcanzar los 6,5 cm de longitud total.

## Hábitat
Vive en zonas de clima tropical.

## Distribución geográfica
Se encuentran en Sudamérica:  cuencas de los ríos  Maroni y  Approuague (Guayana Francesa).

## Observaciones
Es un pez muy común en los principales ríos donde constituye una de las especies dominantes.